# 노멘클라투라
노멘클라투라(러시아어: номенклату́ра)는 소비에트 연방 내에 존재했던 당직자 및 관료 선출 방식과 그 목록을 뜻하거나 관료, 민간 전문가 출신의 당직자 또는 특권 계급을 의미한다.
노멘클라투라는 본래 당에서 국가 관료 및 당직자를 내정하는 방식과 그 목록 전체를 포괄하는 용어였으나, 경제 발전 과정에서 형성된 특수한 형태의 추천 임명 제도에서 형성된 사업 총괄 당직자를 의미하기도 하였다. 이들은 각 생산 조직의 연계와 업무 총괄, 거래 주관 등을 맡았던 관료 및 민간 전문가 출신으로 구성된 집단이었다. 이후 이 의미에서 특권 계급을 뜻하는 의미로 변하였다. 거시적으로 보면 노멘클라투라는 공산국가의 특권 계급을 가리킨다.

## 유래
‘Номенклатура’는 ‘전문가의 명단’, ‘목록’을 뜻한다. 이 용어는 손님을 관리하는 특별한 임무를 지닌 간부를 뜻하는 라틴어 ‘Nomenclatura’(명단을 관리하는 자)에서 유래하였다.
본래 노멘클라투라는 볼셰비키당이 지목한 고위관료 및 당직자 명단 및 그 선출 방식을 의미하는 것이었으나, 시간이 지나면서 특수한 형태로 임명된 당직자 집단을 가리키는 말이 되었다. 이러한 인력은 ‘예비 인력’(кадрового резерва)이라고 불렸는데, 이것이 노멘클라투라를 지칭하는 일반적인 대상이 되었다. 혁명의 시기 레닌은 당과 각 생산지를 연결할 수 있는 민간 인력의 필요성을 절감하였고, 이에 따라 1921년 3월에 신경제정책(NEP)을 실시하면서 경제 업무에 대한 관료, 민간 전문가 추천 제도를 신설하였다. 이때부터 당에 의해 예비적으로 추천된 사업 및 산업 전문가 인력을 노멘클라투라라고 칭하게 되었다. 초기 노멘클라투라는 당직자로 분류되지 않았으며, 당원의 자격을 반드시 갖는 것은 아니었다.
이런 점에서 노멘클라투라라는 용어는 본래 특권 계급을 의미하는 것이 아니었다는 것을 알 수 있다.
소비에트 연방 공산당 중앙위원회 출판부가 펴낸 『당조직론』(1982) 6판에 따르면, 노멘클라투라의 정의를 다음과 같다.
노멘클라투라는 각급 당위원회에서 예비적으로 추천 및 승인한 민간 당직자 목록을 의미한다. 각급 당위원회에 소속된 노멘클라투라는 당의 명령에 의해서만 당직을 맡을 수 있고, 퇴직할 수 있다. 노멘클라투라의 목록에는 당위원회 외의 당내 주요 직책을 맡은 당직자도 포함한다.

한편, 해당 책자에 따르면, 노멘클라투라를 지목하는 당무 관계자는 이동성이 존재한다.

## 역사
볼셰비키당 지도부는 1923년에 노멘클라투라 선발 기준을 수정하여 체계성을 더하였다. 이 기준에 따르면, 노멘클라투라 제도를 통해 지명될 자가 주관하는 업무는 당무의 일부로 취급받게 되며, 노멘클라투라는 일정 특별한 권리를 얻게 된다. 이때부터 노멘클라투라는 당원의 지위를 점하는 경우가 많아졌으며, 당직자와 국가 관료의 경계에 있는 모호한 존재로 인식됐다.
레닌 사후 스탈린은 1928년에 신경제정책을 폐지하고 노멘클라투라의 활동 범위를 제한하고, 그 업무의 일부를 국가계획위원회에 이관하였다. 1928년부터 노멘클라투라의 업무는 당이 직속으로 관리하는 국가계획위원회가 직접적으로 관여하면서 노멘클라투라의 수도 감소하게 되었다. 일례로, 노멘클라투라가 상당한 활동을 하였던 곳이며, 소비에트 연방 중공업의 중심지 중 하나였던 페름의 당위원회에서 노멘클라투라의 수는 1940년 7월에서 1944년 2월 사이에 4분의 1 수준으로 감소하였다.
노멘클라투라의 의미가 ‘당에 지명에 따라 당직에 임명될 자들의 목록’이라는 의미에서 ‘특권 계급’이라는 부정적인 의미로 전환된 시기는 1960년대 중반으로 추정된다.
스탈린 사후 당조직에서 노멘클라투라는 상당 부분의 통제에서 상대적으로 자유로운 업무를 수행할 수 있게 되었다. 이것은 각 생산지의 수익성을 올리기 위한 니키타 흐루쇼프의 개혁 조치였다. 이와 더불어 각 산업의 연관성이 중시되면서, 이러한 경향은 더더욱 강해졌다. 레오니트 브레즈네프 집권 시기에는 코시긴 개혁이 중첩되면서 통제가 완화된 상태의 기술관료제의 성격은 더더욱 강화되었다. 코시긴 개혁을 통한 독립채산제 시행은 노멘클라투라가 비공식적인 부문에서 경제 활동을 하는 것을 수월하게 한 원인이 되었다. 이 과정에서 노멘클라투라는 기존의 ‘추천된 관료 및 민간 전문가 출신의 당직자’라는 의미에 상응하는 가치 이상의 존재가 되었으며, 그에 맞는 추가적인 권한이 주어지게 되었다. 이 시기 노멘클라투라는 각 작업지의 생산 업무를 총괄하고, 사업 보고를 자신이 속한 국가 조직 및 당조직에 보고하는 임무를 주요 임무로 하였으며, 각 생산 조직 사이의 경제적 연결 고리를 만드는 일에 치중하였다.
그러나, 이 과정에서 일부 노멘클라투라는 각 작업지의 경영조직과 합심하여 해당 작업지의 물품을 빼돌리고, 일련의 비법적인 사적 취득을 행하였다. 1960년대 수정주의 논쟁 당시 마오쩌둥은 소비에트 연방이 수정주의를 받아들인 결과로 심각한 정치경제 부패에 직면하고 있다고 비판했다.
흐루쇼프가 소련공산당과 국가의 지도자가 된 이래로, 그는 수정주의 정책의 모든 과정을 밀어부쳐 자본주의 세력의 성장을 크게 촉진하였고, 소련 내에서 프롤레타리아와 부르주아 사이의 계급투쟁 그리고 사회주의와 자본주의의 길 사이의 투쟁을 또 다시 첨예하게 만들었다. 지난 몇 년간의 소련 신문 기사를 훑어보면, 소련 사회 내에 과거 착취 계급의 수많은 요소들이 존재하는 것뿐만 아니라 새로운 부르주아 세대의 요소가 거대한 규모로 존재하며, 계급 양극화가 가속되고 있음을 보여주는 수많은 사례를 발견할 수 있다. 먼저 전 인민의 소유인 소비에트기업 내에서의 다양한 부르주아적 요소들을 살펴보자. "국가 소유의 공장에서 지도적 관리들과 그 무리들은 그들의 지위를 남용하여 공장 설비와 재료를 사적 생산을 위한 '비밀 작업장'을 설치하는 데에 사용하고, 생산물을 불법적으로 판매하고 이권을 나누었다." …(중략)… 이제 집단농장에서 다양한 부농 분자들의 활동을 살펴보자. "몇몇 지도적 위치에 있는 집단농장 관리들과 그들의 무리들은 집단농장 자산을 마음대로 훔치고 투기했으며, 자유롭게 공적자금을 탕진하고 사취했다."
 — 마오쩌둥, 『9차 소련공산당 중앙위원회 공개장에 대한 논평』에서
1986년부터 진행된 페레스트로이카는 노멘클라투라의 영향력을 더욱 확대하는 결과를 가져왔다. 페레스트로이카는 ‘노멘클라투라의 청산’을 표면적으로 주장했으나, 실제로 노멘클라투라가 급격히 성장한 시기는 페레스트로이카 시기였다. 이 시기 중앙집중형 계획 경제가 상당 부분 해소되고, 외국 기업과의 거래에서 각 경영지의 자율적인 판단이 중시되었는데 이 과정에서 노멘클라투라는 ‘더욱 높은 생산력을 달성할 수 있게 할 거래 전략’을 가졌다고 평가받았으며, 곧이어 계획 기구는 이들의 영향력에 무력해진 존재가 되었다. 노멘클라투라는 페레스트로이카 시기에 여러 기업에서 사적 취득을 행하고, 날조된 사업 계획서를 계획 기구에 보고하여 작업지와 주변의 경제 영역에서 영향력을 확보했다.
1989년 자본주의화가 상당히 진행되었을 무렵, 노멘클라투라를 지칭하는 범위는 단순히 당에 의해 추천, 고용된 민간 전문가 조직만이 아닌, 경제 관련 업무를 수행하는 정부 관료까지 지칭하게 되었다. 심지어, 당내 경제 기관의 당간부까지 노멘클라투라의 범주에 포함되었다. 이러한 이유는, 고르바초프의 개혁개방 노선에 의한 사적 소유가 부활하면서, 부패한 당직자 및 정부 관료도 노멘클라투라와 비슷하게 불법적인 재산 축적을 시도하고 있었다는 점에서 기인했다. 이들 중 적지 않은 비중은 소비에트 연방 붕괴 이후인 1990년대 중후반에 기업 카르텔을 형성하는 데에 성공하였으며, 마약, 무기 밀매, 밀수와 성산업과 같은 불법적인 영업에도 관여를 하며 재산을 축적하였다. 이러한 양상은 러시아 경제 범죄의 모태가 되었다.

## 특권
초기에 노멘클라투라는 사회주의 제도에서 각 기업소의 연계를 장려하고, 해외 기업과의 거래를 주관하며, 생산 업무를 전문적으로 총괄할 수 있었다는 점에서 전통적인 공산주의자가 아니었음에도 불구하고 당조직의 신임을 받았다. 이후 노멘클라투라가 당조직에 흡수되면서 여러 특권을 당과 소비에트 정부로부터 부여받았다. 사학자 올렉 클레브뉵(Олег Хлевнюк)에 따르면, 그 대표적인 특권은 다음과 같다.
- 추가적인 기계 장비, 서적, 식료품, 의류가 추가 지급되었으며, 1947년 이후에는 모두 화폐 지급으로 통일되었다.
- 각급 지역당 서기의 동의가 없는 체포는 금지되었다. 그러나 대숙청 기간 당시 이것은 지켜지지 않았다. 1937년에서 1938년 사이에 약 4만 명의 노멘클라투라가 반혁명분자 혐의로 강제 체포되었다.
- 당 내 검열을 위해서 실시하는 각 당원에 대한 정보 제공 종합이라는 검열 방식에서 노멘클라투라는 제외되었다.
- 해외 의사에 의한 특별 의료 혜택을 받을 수 있었다. 1930년대까지 소비에트 연방의 의료 기술은 낮은 상태였기에 이러한 방식을 허용하였다.
- 특별 요양 시설 및 주택, 차량에 대한 이용권이 주어졌다.

보리스 옐친은 소비에트 연방 공산당 내에서 급진파로 통하면서, 각 관료들에게 주어지는 특권을 폐지하겠다고 주장했지만, 1980년대 후반부터 노멘클라투라의 대대적인 지지를 받으면서, 특권 폐지에 대한 약속을 접게 되었다.

## 구성원
초기 노멘클라투라의 구성원은 거의 대부분 간부급 공산당원 중에서 산업에 대한 지식이 해박한 자들로 구성되었거나, 각 경제 조직에서 추천을 받은 관료 및 민간 전문인력으로 구성되었다. 1960년대 후반 이후부터는 기존 노멘클라투라와 혈연 관계를 맺고 있는 자들이 이 임무를 맡는 현상이 증가했다. 이러한 현상은 노멘클라투라가 소비에트 사회주의 경제의 거래 전반과 생산 업무를 총괄하면서 얻은 자산과 지식을 후대에게 전수함으로써 달성됐다.
1980년대 당시 노멘클라투라의 수는 50만에서 70만 사이로 추정된다. 고르바초프가 집권한 이후 페레스트로이카와 같은 시장 경제 제도 도입과 맞물려서 노멘클라투라는 경제적으로 상당히 높은 수익을 벌어들였다. 이후 당의 영향력에서 벗어난 별도의 조직으로 성장하기 시작하였는데, 높은 정보력과 자산을 갖춘 것과 무관하게, 당내에서 노멘클라투라의 비중은 극소수에 불과했으며, 수적으로 보수파에 비해 완전히 열세였다. 이와 더불어, 당의 방침에 따라 언제든지 이들의 기득권은 무효로 될 수 있었다. 그럼에도 불구하고 1980년대 중후반 시점에서 소비에트 연방 공산당은 다양한 계파로 분열된 상태였으며, 단결된 당론이 존재하지 않았다. 이 사이에 노멘클라투라의 영향력은 걷잡을 수 없이 커졌다.
노멘클라투라는 공산당원이라는 신분이 무색할 정도로, 철저한 자본주의자와 다를 바 없었다. 이들은 페레스트로이카가 심화되는 1989년 이후부터 제반 경제의 영역에서 강력한 영향력을 행사하게 됐다. 따라서 80년대 후반 당시 소비에트 연방의 존속, 사회주의 제도 사수 및 계획 경제의 강화를 주장한 공산당 내 보수파와 대립했으며, 보리스 옐친과 같은 급진파를 옹호하였고, 자본주의의 전격적인 도입을 주장하였다.
소비에트 연방 붕괴 후 자본주의 러시아의 신흥 재벌이 되었으며, 그 구성원은 주로 구 소비에트 연방 시절의 노멘클라투라, 또는 그 자녀들로 구성되었다. 러시아 사회에서 이러한 신흥 재벌 집단을 올리가르히라고 칭한다.

## 같이 보기
- 올리가르히
- 반들리츠